# Пятый крестовый поход
Пятый крестовый поход (1217—1221) — попытка европейцев вновь обрести Иерусалим и остальную часть Святой Земли.
Папа Иннокентий III и его преемник Гонорий III организовали поход армии крестоносцев во главе с королём Андрашем II Венгерским и герцогом Леопольдом VI Австрийским в Святую землю, однако в итоге их действий Иерусалим остался в руках мусульман. В 1218 году немецкая армия во главе с Оливером Кёльнским, а также объединённое войско голландцев, фламандцев и фризов под командованием Виллема I Голландского присоединилась к походу. Планируя напасть на Дамиетту в Египте, они заключили союз в Анатолии с сельджуками Конийского султаната, которые параллельно напали на Айюбидов в Сирии.
Заняв Дамиетту, крестоносцы в июле 1221 года двинулись на юг в сторону Каира, но были вынуждены вернуться из-за сокращавшихся запасов провизии и воды. Ночное нападение султана аль-Камиля привело к гибели большого числа крестоносцев и, в конечном счёте, к капитуляции их армии. Аль-Камиль согласился заключить мирное соглашение с европейцами на восемь лет.

## Подготовка
Папа Иннокентий III уже с 1208 года планировал крестовый поход, чтобы уничтожить империю Айюбидов и отбить Иерусалим. В апреле 1213 года он издал буллу Quia maior, призвав всех христиан присоединиться к новому крестовому походу. В 1215 году призыв был повторён в булле Ad Liberandam.

### Франция
Во Франции идеи крестового похода проповедовал кардинал Роберт Керзон. Однако, в отличие от других крестовых походов, на его призывы откликнулись немногие: французские рыцари уже были вовлечены в Альбигойский крестовый поход против катаров.
В 1215 году Иннокентий III созвал Четвёртый Латеранский собор, на котором вместе с патриархом Иерусалима Раулем де Меренкуром обсудил восстановление позиций христиан в Святой Земле. Иннокентий III хотел, чтобы во главе похода стояло папство, как в Первом крестовом походе, во избежание ошибок Четвёртого крестового похода, контроль над которым заполучили в итоге венецианцы. Папа запланировал, чтобы силы крестоносцев встретились в Бриндизи в 1216 году, и запретил торговлю с мусульманами, чтобы гарантировать, что у крестоносцев будут корабли и оружие. Каждый крестоносец получал отпущение грехов, а также и те, кто только оплачивали расходы участников похода, но сами не принимали в нём участия.

### Венгрия и Германия
Крестовый поход в Германии проповедовал Оливер Кёльнский. Император Фридрих II в 1215 году попытался присоединиться к походу. Однако папа умер в 1216 году, и ему наследовал Гонорий III, который запретил императору участвовать в кампании и провозгласил предводителями крестового похода короля Венгрии Андраша II Арпада и герцога Австрии Леопольда VI Бабенберга. Андраш II собрал самую большую армию в истории крестовых походов — 20 тысяч рыцарей и 12 тысяч ополченцев.

## Кампания

### Иерусалим
Первым крест принял Андраш II. До своего возвращения в Венгрию он оставался лидером Пятого крестового похода. Андраш II и его войска собрались 23 августа 1217 года в Сплите. 9 октября венецианский флот — крупнейший в Европе флот в ту эпоху — доставил крестоносцев на Кипр, откуда они отплыли в Акру. Там они присоединились к войскам Иоанна де Бриенна (правителя Иерусалимского королевства), Гуго I Кипрского и князя Боэмунда IV Антиохийского, чтобы выступить против Айюбидов в Сирии. В октябре лидеры крестоносцев провели военный совет в Акре под председательством Андраша II.
В Иерусалиме после высадки крестоносцев мусульманские власти разрушили стены и фортификационные сооружения, чтобы не дать христианам защитить город, если бы им удалось его занять. Многие жители бежали из города, опасаясь повторения кровопролития Первого крестового похода в 1099 году.
Хорошо подготовленная армия Андраша II 10 ноября разбила войска султана аль-Адиля при Вифсаидах на реке Иордан. Мусульмане отступили в свои крепости и города. Катапульты и требюше не прибыли вовремя, так что пришлось тщетно осаждать крепости Ливана и на горе Фавор. Сам Андраш II проводил время за сбором разного рода реликвий. Военные действия шли вяло, и в начале 1218 года Андраш II серьёзно заболел и решил вернуться в Венгрию. В феврале 1218 года Гуго I и Боэмунд IV также вернулись домой.

### Альянс с сельджуками
Вскоре в Святую землю прибыли новые отряды крестоносцев, состоявшие из голландских, фламандских и фризских солдат, под предводительством Оливера Кёльнского, Георга Видского и графа Голландии Виллема I. Крестоносцы решили напасть на Египет, который был в то время главным центром мусульманского могущества в Передней Азии. Чтобы создать Айюбидам «второй фронт», они заключили союз с конийским султаном Кей-Кавусом, в соответствии с которым сельджуки обязались напасть на египетские войска в Сирии.

### Египет
В июне 1218 года крестоносцы начали осаду Дамиетты, и, несмотря на сопротивление гарнизона, смогли занять главную башню города 25 августа. Они не могли захватить весь город, к тому же в войске начались эпидемии, одним из умерших стал Роберт Керзон. Султан аль-Адиль умер, и ему наследовал аль-Камиль, его сын. Между тем Гонорий III в 1219 году послал Пайо Гальвау (Пелагия Гальвани) возглавить крестовый поход. Аль-Камиль пытался вести переговоры с крестоносцами о мире. Он предложил обменять Дамиетту на Иерусалим, но Пайо Гальвау не принял эти предложения. Узнав об этом, Виллем I отплыл домой. В августе или сентябре Франциск Ассизский прибыл в лагерь крестоносцев и встретился с султаном. К ноябрю крестоносцы истощили силы султана, и, наконец, смогли занять Дамиетту.
Сразу после захвата города среди лидеров крестоносцев разгорелись споры о том, кто будет им управлять — светские или духовные лица. Иоанн де Бриенн в 1220 году объявил себя хозяином города. Но Пайо Гальвау не согласился с этим и вынудил Иоанна вернуться в Акру. Удаление из лагеря Иоанна отчасти было возмещено прибытием в Египет Людвига I Баварского с немцами. Римский легат надеялся, что в Египет прибудет с армией Фридрих II, но он так и не появился, занятый внутренними проблемами. Вместо этого после года бездействия в Сирии в Дамиетту вернулся Иоанн де Бриенн, и крестоносцы в июле 1221 года двинулись на юг в сторону Каира. Этот марш не укрылся от глаз войск аль-Камиля, и набеги мусульман на фланги крестоносцев вывели из строя порядка 2 тысяч немецких солдат, которые отказались продолжать наступление и вернулись в Дамиетту.
Аль-Камиль смог вступить в союз с другими Айюбидами в Сирии, которые разбили сельджуков. Между тем движение крестоносцев к Каиру закончилось катастрофой. Их остановил разлив Нила. Сухой канал, который крестоносцы ранее пересекли, заполнился водой и заблокировал путь к отступлению. В итоге египтяне предприняли ночное нападение, которое привело к многочисленным потерям в войске христиан и капитуляции их армии. По условиям сдачи они получили свободное отступление, но обязались очистить Дамиетту и вообще Египет.

## Последствия
Аль-Камиль согласился на заключение восьмилетнего перемирия с европейцами и обещал вернуть кусок из Животворящего Креста. Однако по неясным причинам последнего обещания султан не выполнил.
Провал крестового похода вызвал появление антипапских памфлетов окситанского поэта Гильема Фигейры. Ответом на них стала поэма Гормонды де Монпесье Greu m’es a durar, в которой вина за провал похода возлагалась не на Пайо Гальвау или папство, а на «глупости» нечестивых.
Между тем Фридрих II женился на Изабелле, дочери Марии Иоланты и Иоанна де Бриенн, и обязался перед папой начать новый крестовый поход.